# Rhizochrysidales
Ordre
Les Rhizochrysidales sont un ordre d'algues unicellulaires de la classe des Chrysophyceae.

## Liste des familles
Selon AlgaeBase (19 février 2022) :
- Rhizochrysidaceae Pascher, 1925